# برندسن
برندسن (انگلیسی: Berendsen) شرکت خدمات بریتانیایی است، که در سال ۱۸۵۴ تأسیس شد.